# Atiusza
Atiusza (ukr. Атюша) – wieś na Ukrainie, w obwodzie czernihowskim, w rejonie nowogrodzkim, w hromadzie Korop. W 2024 liczyła 1026 mieszkańców, spośród których 1021 wskazało jako ojczysty język ukraiński, 5 rosyjski.